# Warhammer 40,000: Squad Command
Warhammer 40,000: Squad Command — видеоигра в жанре TBS по вселенной Warhammer 40,000. Вышла в 2007 году для портативных консолей PSP и NDS.

## Сюжет
Игрок управляет отрядом Космодесантников Ультрамаринов, сражаясь с силами Хаоса на планете Рур 3 (англ. Ruhr III). На стороне Хаоса силы Космодесанта Хаоса Несущих Слово, Демоны и многочисленные культисты Хаоса. Бои происходят в разных частях планеты: в городах, в пустынях, в заснеженных горах.

## Геймплей

Скриншот из игры (PSP)

Игроку дается отряд из 6 юнитов. В первых миссиях это Разведчики (англ. Scouts). Далее под управление даются уже сами Боевые Братья, Терминаторы, Серые рыцари, а также техника: Хищник, Вихрь, Дредноуты и Лэнд Рейдер. Перед боем можно выбирать каждому юниту вооружение и количество боеприпасов к нему. В игре есть множество видов оружия (различное оружие доступно только определенным юнитам): болтеры, ракетницы, плазмаганы, цепные мечи, тяжелые болтеры и т. д. На технику также можно брать дополнительное оружие, или менять стандартное.
Каждый юнит имеет определенное количество очков действия (англ. Action Points (AP)) и очков здоровья (англ. HP). Они тратятся на передвижение, стрельбу и другие действия. Взятие оружия и боеприпасов снижает AP. При стрельбе можно выбрать сколько потратить очков, и каждый выстрел стоит некоторое количество очков (у Болтера — 4). Хотя при этих 4-х очках делается очередь выстрелов. Если увеличить к-во очков на выстрел, то стрельба будет более меткой.

## Режимы игры
В игре есть одиночный режим с 15 миссиями и многопользовательским режимом через Wi-Fi. В игре для PSP есть Game Sharing.

## Отзывы
| Сводный рейтинг | Сводный рейтинг | Сводный рейтинг |
| Издание         | Оценка          | Оценка          |
| Издание         | DS              | PSP             |
| --------------- | --------------- | --------------- |
| GameRankings    | 57,76 %         | 68,21 %         |